# جانيت موك
جانيت موك (10 مارس 1983) هي كاتبة أمريكية، مقدمة برامج وناشطة في حقوق المتحولين جنسيا. وهي مؤلفة كتاب إعادة تعريف الواقع (بالإنجليزية: Redefining Realness)‏. الذي حقق أكبر المبيعات لمجلة نيويورك تايمز. أصبحت محررة مساعدة في المجلة النسائية ماري كلير، إضافة إلى عملها كمحررة الموقع الإلكتروني الخاص بمجلة بيبول.

## الحياة والتعليم
ولدت جانيت في هونولولو بهاواي، وهي ثاني أبناء والديها. والدها أمريكي أفريقي ووالدتها من السكان الأصليين لهاواي. اهتمت بالتحول الجنسي في المرحلة الثانوية. حيث كان لأحد صديقاتها في فريق الكرة الطائرة (وتدعى ويندي) في اهتمامها بهذا المجال، واختارت اسم «جانيت» على اسم جانيت جاكسون. وخضعت لعملية التحويل في تايلاند في الثامنة عشر من عمرها. وحصلت على باكالوريوس تجارة الموضة من جامعة هاواي في مانوا سنة 2004. ثم شهادة الماستر في الفن والصحافة من جامعة نيويورك سنة 2006.

## الحياة الشخصية
تزوجت موك من المصور الفوتوغرافي «آرون تريدويل» في 5 نوفمبر 2015، وتعيش معه الآن في نيويورك.

## مهنتها
بدأت «موك» العمل في مجلة بيبول بعد تخرّجها من جامعة نيويورك، حيث عملت هناك كرئيسة تحرير لأكثر من خمس سنوات، لتتحوّل حياتها المهنيّة في مجال الصحافة من محررة إلى مقدّمة إعلاميّة حيث ظهرت للعلن كامرأة متحوّلة عام 2011م في مقالتها لمجلة «ماري كلير» التي كتبتها «كيرنا مايو» بصوت موك. تعاملت جانيت مع القضية بالطريقة التي قدّمتها بها المجلة بالقول إنها ولدت ونشأت كفتى. تقول موك: «لقد وُلدت كما يقول الأطبّاء بجسد صبيّ، لم يكن بيدي الخيار بأن أُعيد تحويل جنسي، ولم تجعلني الجراحة الترميمية أبدو كفتاة، لكنني لطالما كنت فتاة». في عام 2014، وأثناء الترويج لكتابها «إعادة تعيين الواقع»، كررت بأنها لم تختر أبدًا عنوانًا لمقال مجلة «ماري كلير» ووجدت فيها العديد من المشاكل، وغرّدت «ليا جولدمان» رئيسة تحرير هذه المقالة في وقت لاحق مُعتذرةً ولدعم «جانيت».
شغلت «جانيت» منصب المحرر المساهم في مجلة «ماري كلير»، حيث كتبت مقالًا عن التمييز العنصريّ في السينما والتلفزيون، بالإضافة لوجود النساء المتحوّلات في صناعة الجمال العالمي. قدّمت «جانيت» فيديو عن تجربتها كامرأة متحوّلة جنسيًا في مشروع "It Gets Better" عام 2011م، وكتبت حول مجموعة متنوّعة من المواضيع في المجلًات والمواقع مثل (MarieClaire, Elle, The Advocate, Huffington Post and XoJane).
وفي عام 2012 م، وقّعت مجموعة Atria للنشر مع «جانيت» للحصول على مذكّراتها في سنوات المراهقة، التي صدرت عام 2014م بعنوان: «إعادة تعيين الواقع: طريقي نحو الأنوثة، الهوية، الحب وأكثر من ذلك». وهو أول كتاب يكتبه شخص متحوّل إلى شخص يافع. أصبحت مذكّرات «إعادة تعيين الواقع» ضمن قائمة أفضل الكتب مبيعًا لصحيفة نيويورك تايمز، والتي حوت غالبًا على ذكرياتها الشخصية بالإضافة للإحصاءات أو النظرية الاجتماعية، حيث تكتب «موك» في كتابها عن تجربتها الشخصيّة كامرأة متحوّلة، حيث كتبت في مذكّرة المؤلف؛ «لا يوجد هناك تجربة عالمية للمرأة». وُصفت المذّكرات بأنها شجاعة ويُعد هذا الكتاب بمثابة خريطة حياة بالنسبة للتحوّل، في حين أن ميليسيا هاريس بيري قالت: «تفعل جانيت ما بإمكان الكتّاب العُظماء فعله ومن السيرة الذاتية فقط، إنها تحكي قصة عن النفس التي تتحوّل لتُشكّل انعكاسًا للبشرية ككل».
تركت موك منصبها كمحررة في موقع People وذلك بعد فترة وجيزة من توقيعها على صفقة الكتاب، حيث عملت هناك حوالي 5 سنوات، لتذهب بعدها لتقديم TakePart Live وعرضها الثقافي الخاص  So POPular. تُلقي تلك السلسلة الأسبوعية نظرة على القضايا الثقافية وتهدم كل الأشياء التي ندّعي بأننا أكثر ذكاء من أن نُعجب بها، وفي سؤال وجواب مع «Tribune Business News»، أشارت موك إلى أن أبطالها الذين تأثرت بهن كانوا كاتبات مثل زورا نيل هيرستون ومايا أنجيلو، أليس والكر وتوني موريسون، وأثناء تسجيل برنامجها So POPular!، واصلت موك العمل مع MSNBC كمقدّمة لاستقبال ضيوف العرض في برنامج Melissa Harris-Perry show، ومضيفة لمهرجان المواطن العالمي، وغطّت مراسم عشاء البيت الأبيض والسجادة الحمراء، كما تعمل كمراسلة خاصة لبرامج Entertainment Tonight.

## كتبها
- إعادة تعريف الواقع (2014)
- تجاوز اليقين (2017)
- قصص لبعض من حياتنا (2014)[28]